# Улица Ватутина (Казань)
Улица Ватутина (тат. Ватутин урамы, Vatutin uramı) — улица в историческом районе Николаевская слобода Приволжского района Казани. Названа в часть Героя Советского Союза, генерала армии Николая Ватутина (1901-1944).

## География
Пересекается со следующими улицами:
- улица Габдуллы Тукая
- улица Гассара
- улица Производственная
- Ново-Вахитовский переулок[вд]

## История
До революции 1917 года носила название 3-я Поперечно-Николаевская улица или 3-й Поперечно-Николаевский переулок и относилась к 5-й полицейской части. В 1914 году постановлением Казанской городской думы улица была переименована в Крестовниковскую улицу, но реально это название не использовалось.
23 сентября 1924 года получила название 3-я Поперечно-Вахитовская улица.
2 ноября 1927 года протоколом комиссии по наименованию улиц при Казгорсовете улице была переименована в улицу Сакаева, однако 15 декабря того же года переименование было отменено президиумом Казгорсовета. Не позднее 1929 года переименована в улицу 6 августа.
Современное название присвоено 11 февраля 1954 года.
В первые годы советской власти административно относилась к 5-й части города; после введения в городе административных районов относилась к Сталинскому (с 1956 года Приволжскому) району.

## Примечательные объекты
- № 1 — жилой дом валяльно-войлочного комбината.[22][23]
- № 13 — бывшая больница для рабочих при заводе Крестовниковых.